# Lac Quillén
Pour les articles homonymes, voir Quillen.
Le lac Quillén est un lac andin d'origine glaciaire, situé en Argentine, dans le département d'Aluminé de la province de Neuquén, en Patagonie. Il se trouve au sein du Parc national Lanín. 

## Accès
Une route en mauvais état le relie aux localités d'Aluminé et de Junín de los Andes, et permet en été la visite de touristes, en automne celle de pêcheurs de salmonidés. 

## Géographie
Son extrémité occidentale se trouve plus ou moins 24 km au nord du volcan Lanín, et à peine à 3 km de la frontière chilienne. 
De forme allongée et sinueuse, le lac s'étend d'ouest en est sur quelque 20 kilomètres. Il est encaissé dans une profonde vallée d'origine glaciaire, entre de hautes montagnes. Cela le rend fort attractif pour la pratique de la navigation à rame ou à moteur.

Au niveau de son extrémité occidentale, on peut voir la haute silhouette du volcan Lanín, qui dominant le paysage, constitue une fort belle perspective.
Dans ses environs se trouvent quelques établissements mapuches, y compris dans la localité de Quillén. 
Le lac, situé au sein du parc national Lanín, est entouré d'une belle forêt andino-patagonique qui s'étend tout au long de ses côtes, et qui comprend de belles populations d'araucaria araucana, de coihues (Nothofagus dombeyi) et de lengas (Nothofagus pumilio). 
Le lac est éloigné des grandes agglomérations. Il n'y a pas d'hôtels ni aucun autre type de logement permanent. Un camping administré par la communauté mapuche est le seul endroit de logement pour touristes. Tout cela a maintenu le lac éloigné des principaux courants touristiques, ce qui a été favorable à la conservation du milieu naturel. 
Le lac se trouve au sein du bassin du río Aluminé, affluent lui-même du río Limay, qui fait partie du bassin du río Negro.

## Tributaire
La route d'accès au lac se prolonge vers le petit lac Hui Hui, dont l'émissaire est l'un des tributaires du lac Quillén.

## Émissaire
- Le Río Quillén qui se jette dans le río Aluminé, en rive droite.